# Magura (1260 m)
Magura (1260 m) – szczyt w tzw. Krywańskiej części Małej Fatry na Słowacji. Znajduje się w bocznym grzbiecie, który odgałęzia się z przełęczy Medziholie i poprzez sedlo Osnice, Osnicę, Strungový príslop, Konopovą, Magurę i Magurkę opada w południowo-wschodnim kierunku do doliny rzeki Orawa.
Magura jest zwornikiem dla dwóch grzbietów bocznych:
- grzbiet północno-wschodni oddzielający doliny Veľká Lučivná i  Malá Lučivná
- grzbiet południowy z wierzchołkami Kykula i Kykulka

Jest zalesiona, ale na jej południowych i południowo-wschodnich stokach znajdują się duże polany będące pozostałością dawnego pasterstwa. Na grzbietowej części tych polan znajdują się wyciągi narciarskie należące do ośrodka narciarskiego Malá Lučivná. Północnymi stokami Magury, omijając jednak jej wierzchołek prowadzi znakowany szlak turystyki pieszej.
Na bocznym grzbiecie Magury opadającym do doliny Veľká Lučivná utworzono rezerwat przyrody Veľká Lučivná. Rośnie w nim około 800 cisów.

## Szlak turystyczny
Párnica – Magurka – Magura – Strungový príslop – Osnica – sedlo Osnice – Medziholie. Czas przejścia 6 h, ↓ 4.15 h